# Neanura weigneri
Neanura weigneri is een springstaartensoort uit de familie van de Neanuridae. De wetenschappelijke naam van de soort is voor het eerst geldig gepubliceerd in 1922 door Stach.